# Lordok Háza
A Lordok Háza (angol nevén a The Right Honorable the Lords Spiritual and Temporal of the Great Britain and Northern Ireland In Parliament Assembled) az Egyesült Királyság parlamentjének felsőháza. A tagság megbízatás, öröklődés vagy hivatalos funkció alapján történik. Az alsóházhoz hasonlóan a Westminster-palotában található a Lordok Háza is.

## Története
Az Egyesült Királyság mai parlamentje a gyakorlatban nagyrészt az angliai parlamenttől származik, az 1706-os uniós szerződés és az Unió azon jogi aktusai révén, amelyek 1707-ben ratifikálták a szerződést, és új brit parlamentet hoztak létre az angol parlament és a skót parlament helyett. Ez az új parlament voltaképpen az angol parlament folytatása volt, 45 képviselővel Angliát és 16 képviselővel Skóciát reprezentálta. A Lordok Háza a "Nagy Tanácsból" (Magnum Concilium) alakult ki, amely a királynak adott tanácsot a középkorban. Ez a királyi tanács egyházi személyekből, nemesekből, valamint Anglia és Wales megye képviselőiből (később a városrészek képviselőiből) állt. Az első angol parlamentet gyakran a „mintaparlamentnek” tekintik (1295-ben), amely érseket, püspököket, apátokat, grófokat, bárókat, valamint a tartományok és kerületek képviselőit foglalta magában. 
A Parlament hatalma lassan nőtt, ingadozott, ahogy a monarchia ereje nőtt vagy hanyatlott. Például II. Eduárd (1307–1327) uralkodásának nagy részében a nemesség volt a legfőbb, a korona gyenge, a tartomány és a kerület képviselői pedig teljesen tehetetlenek. II. Eduárd utódja, III. Eduárd uralkodása alatt a Parlament egyértelműen két külön kamarára szakadt: az alsóházra (amely a tartomány és a kerület képviselőiből áll) és a Lordok Házára (az érsekekből, püspökökből, apátokból és társaikból áll). A Parlament tekintélye tovább nőtt, és a 15. század elején mindkét ház korábban nem látott mértékben gyakorolta a hatáskörét. A nagyurak és a birodalom elöljárói nagy befolyása miatt a Lordok sokkal erősebbek voltak, mint a Commons. A nemesség hatalma a 15. század végi polgárháborúk idején, a Rózsák háborúja következtében csökkent. A nemesség nagy részét a csatatéren megölték vagy kivégezték a háborúban való részvétel miatt, és sok arisztokrata birtokot elveszett a korona. Sőt, a feudalizmus haldoklik, és a bárók által irányított feudális hadseregek elavultak. 
Henrik (1485–1509) egyértelműen megállapította az uralkodó fölényét, amelyet a „koronacsászár” jelképezett. A szuverén uralom tovább nőtt a Tudor uralkodók uralkodása alatt a 16. században. A korona hatalmának csúcsán volt VIII. Henrik uralkodása idején (1509–1547). A főrendiház továbbra is erősebb maradt, mint az alsóház, de az alsóház befolyása tovább erősödött, és a 17. század közepén elérte a zenitet a főrendiházhoz képest. A király és a parlament (nagyrészt az alsóház) közötti konfliktusok végül az angol polgárháborúhoz vezettek az 1640-es években. 1649-ben, I. Károly király veresége és kivégzése után kihirdették az Angol Nemzetközösséget, de a nemzet gyakorlatilag Oliver Cromwell, Anglia, Skócia és Írország lord védelmezőjének általános ellenőrzése alatt állt. A Lordok Háza nagyrészt tehetetlen testületté vált, Cromwell és támogatói a Képviselőházban uralták a kormányt. 
1649. március 19 -én a Lordok Házát megszüntették egy parlamenti törvénnyel, amely kimondta, hogy "Az angolok közössége megállapítja, hogy a Lordok Háza haszontalan és veszélyes Anglia népe számára". A Lordok Háza nem gyűlt össze újra, amíg a Konvent Parlament 1660-ban összeült, és a monarchia helyreállt. Visszatért korábbi pozíciójához, mint a Parlament legerősebb kamarája – ezt a pozíciót a 19. századig töltötte be.